# 付知森林鉄道

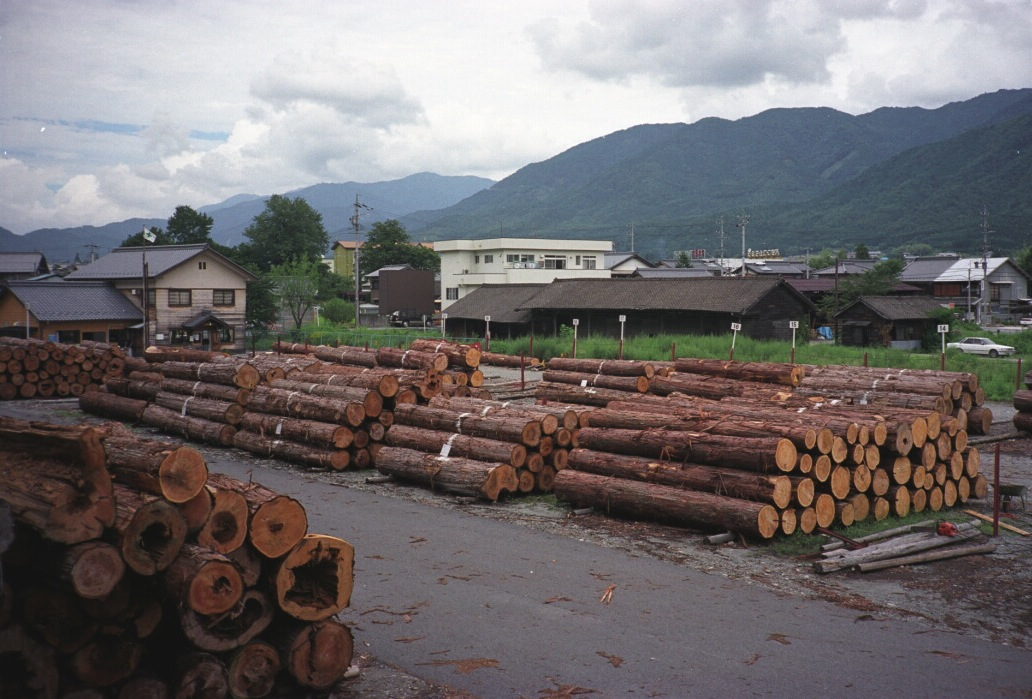
軌道撤去後の下付知貯木場（1995年）

付知森林鉄道（つけちしんりんてつどう）とは岐阜県恵那郡付知町（現中津川市）から加子母村（現中津川市）の付知川上流一帯に路線を持っていた森林鉄道である。名古屋営林局付知営林署が運営していた。
下付知停車場では北恵那鉄道線下付知駅と接続しており、木材は付知森林鉄道から北恵那鉄道線を経由し、中津町駅にて中央本線中津川駅へと運搬されていた。
付知川の上流、及び加子母川、小坂川の上流一帯を裏木曽ともいい、御料林（裏木曽御料林）、神宮備林があった（現在の裏木曽国有林）。ここのヒノキ（東濃ひのき）などの運搬を担った。

## 路線データ
- 軌間：762mm
- 動力：内燃（ガソリン）
- 幹線　下付知停車場（付知町） - 渡合（加子母村）・・・18.4km
  - 途中に、営林署前停車場、宮島停車場、赤石停車場、渡合停車場がある
- 東股線　宮島停車場（付知町） - 東股（付知町）・・・14.0km
  - 途中に、日和立停車場、東股停車場がある
- 西沢線・・・4.6km
- 井出の小路線・・・5.2km

その他、4支線（作業軌道）がある。

## 建設の経緯
- 裏木曽の御料林は、付知川を筏で下り、木曽川を経由し、熱田（名古屋市）へと運ばれていた。しかし、木曽川に大同電力（関西電力の前身の一つ）が大井ダムの建設が計画されると、木材を川に流す事が出来なくなるため、それの補償として、北恵那鉄道線が建設される。北恵那鉄道線が開通後、さらに木材を効率良く運搬するために、森林鉄道が建設される。

## 歴史
- 1924年（大正13年）：北恵那鉄道線開通。
- 1937年（昭和12年）：幹線（下付知 - 渡合）開通。
- 1941年（昭和16年）：西沢線の一部が開通。
- 1943年（昭和18年）：東股線の一部が開通。
- 1951年（昭和26年）：井出の小路線が全通。
- 1952年（昭和27年）：東股線が全通。
- 1953年（昭和28年）：西沢線が全通。
- 1959年（昭和34年）：全路線廃止。
- 1978年（昭和53年）：北恵那鉄道線廃止。

## 接続路線
- 下付知停車場（北恵那鉄道線下付知駅）

## その他
- 各路線は付知川の支流に沿って建設されている。幹線と西沢線は西股谷、井出の小路線は井出ノ小路谷、東股線は東股谷に該当する。
- 高山本線飛騨小坂駅から小坂川とその支流沿いに存在した小坂森林鉄道は、同じ裏木曽の木材運搬を担っていた。
- 1941年（昭和16年）の伊勢神宮の式年遷宮の御神木は付知川の支流である井出ノ小路谷から搬出され、付知森林鉄道で運ばれている。
- 幹線の渡合停車場は渡合温泉の近くにあり、温泉客や宿泊客、登山客は付知森林鉄道を利用していたという。しかし、客車が少なかったため、木材運搬用の台車に乗り込んでいたという。